# Exochus vanitus
Exochus vanitus là một loài tò vò trong họ Ichneumonidae.